# Einödsberg
Der Einödsberg ist ein 1589 m ü. NHN hoher Nebengipfel der Trettachspitze in den Allgäuer Alpen. Der Gipfel liegt an der Westseite des Himmelschrofenzuges unterhalb des Spätengundkopfes.

## Besteigung
Unbeschilderte Wege führen von Birgsau und von Einödsbach zur Hinteren Einödsbergalpe 50 Meter unterhalb des Gipfels. Der Gipfel des Einödsberges ist weglos. Er kann in einer vierstündigen Rundwanderung überschritten werden. Der Weg von Einödsbach über die steile Südflanke ist schmal und oftmals rutschig und erfordert daher alpine Erfahrung, von Birgsau ist der Weg unschwer. Ein weiterer möglicher Wegverlauf führt zur Vorderen Einödsbergalpe, zum Spätengundkopf und weiter zum Wildengundkopf und zur Trettachspitze.

## Einödsbergalpe
Die Einödsbergalpe wurde 1482 mit der wahrscheinlich ältesten bekannten Alpordnung des Allgäus ausgestattet. Ende des 20. Jahrhunderts wurde sie intensiv und unbehirtet von bis zu 2000 Schafen beweidet, was die Artenvielfalt im Weidegebiet stark reduzierte. Seit 2001 findet eine extensive Jungrinderhaltung statt. Vom Staatlichen Museum für Naturkunde Karlsruhe wurde die daraufhin einsetzende Regeneration von Flora und Fauna im Zuge des Projektes Einödsberg erfasst.
Das Weidegebiet erstreckt sich vom Gipfel des Einödsberges aus nach Nordosten zu den Hängen unterhalb von Schmalhorn und Spätengundkopf. Die Hintere Einödsbergalpe liegt in dem Sattel zwischen Einödsberg und Spätengundkopf, die Vordere Einödsbergalpe befindet sich weiter oben, den Hang hinauf in Richtung Schmalhorn.

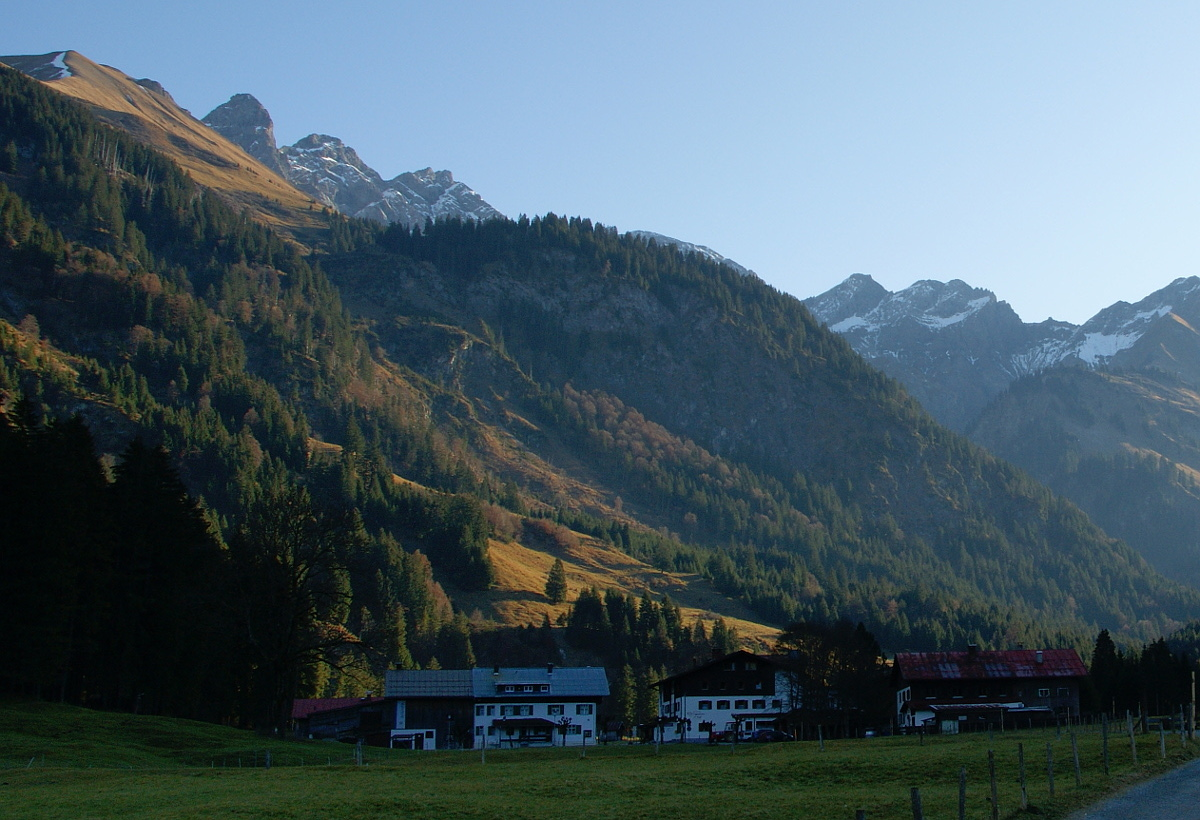
Birgsau und der Einödsberg
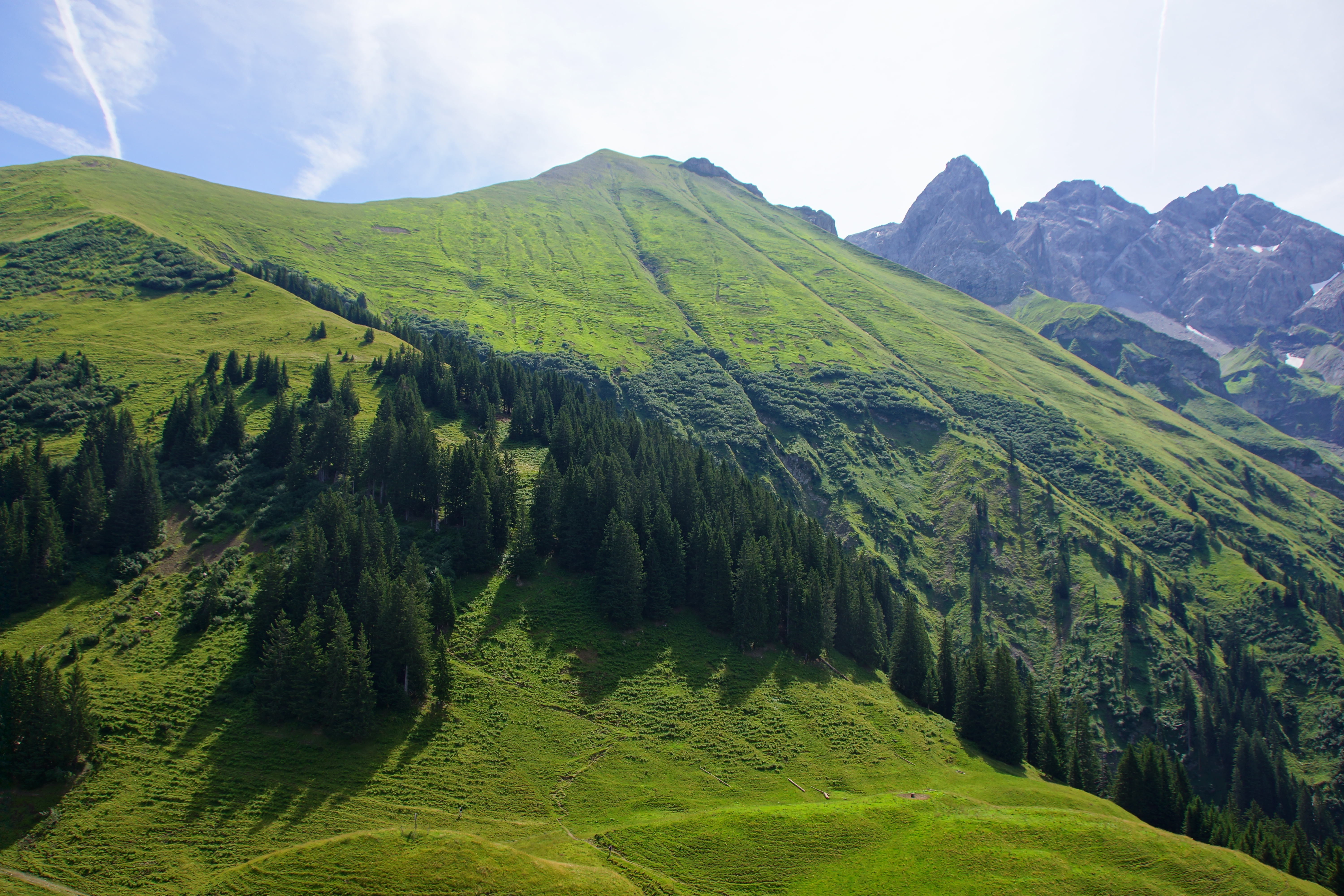
Spätengundkopf, Wildengundkopf, Trettachspitze, Mädelegabel und Hochfrottspitze vom Einödsberg
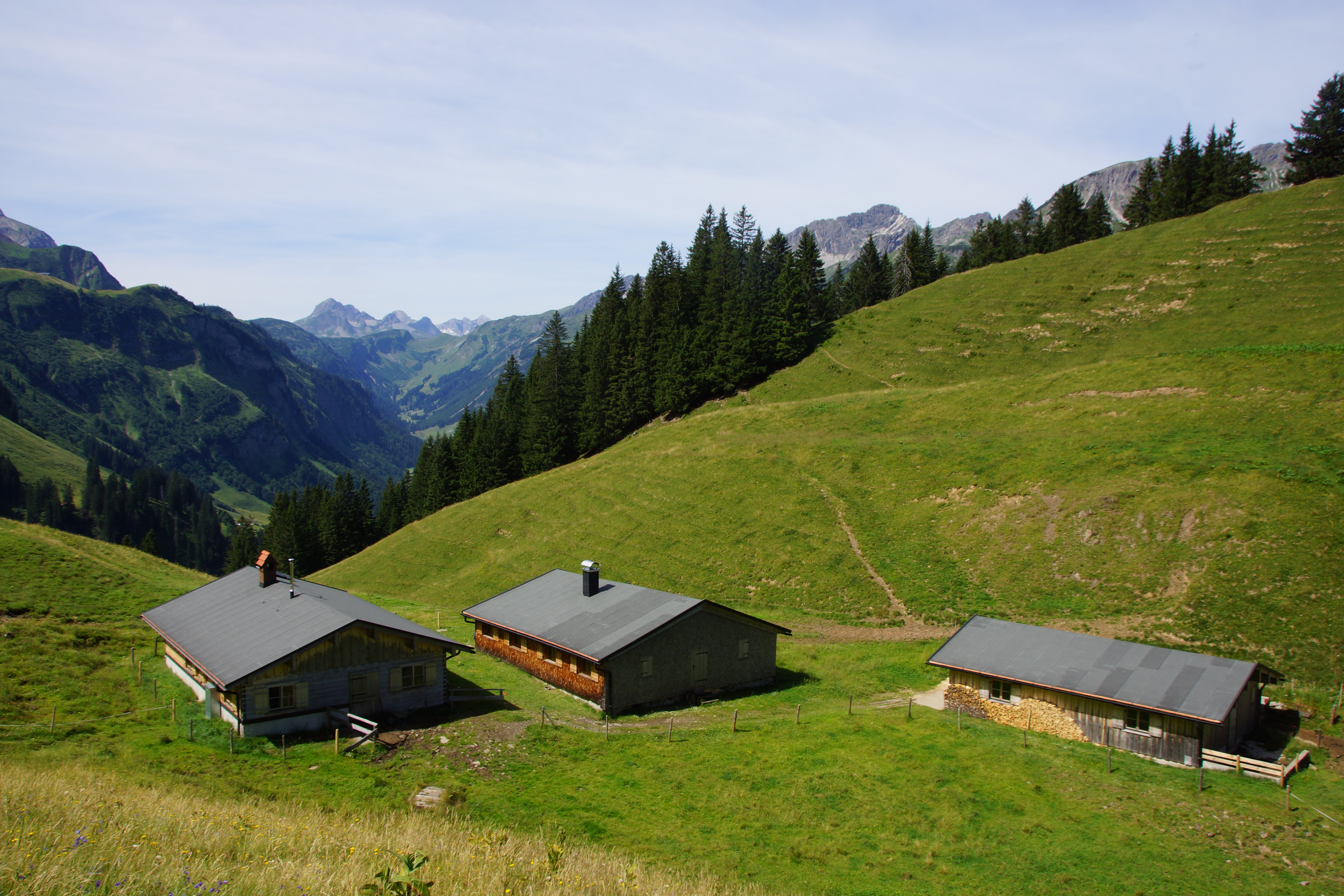
Die Hintere Einödsbergalpe
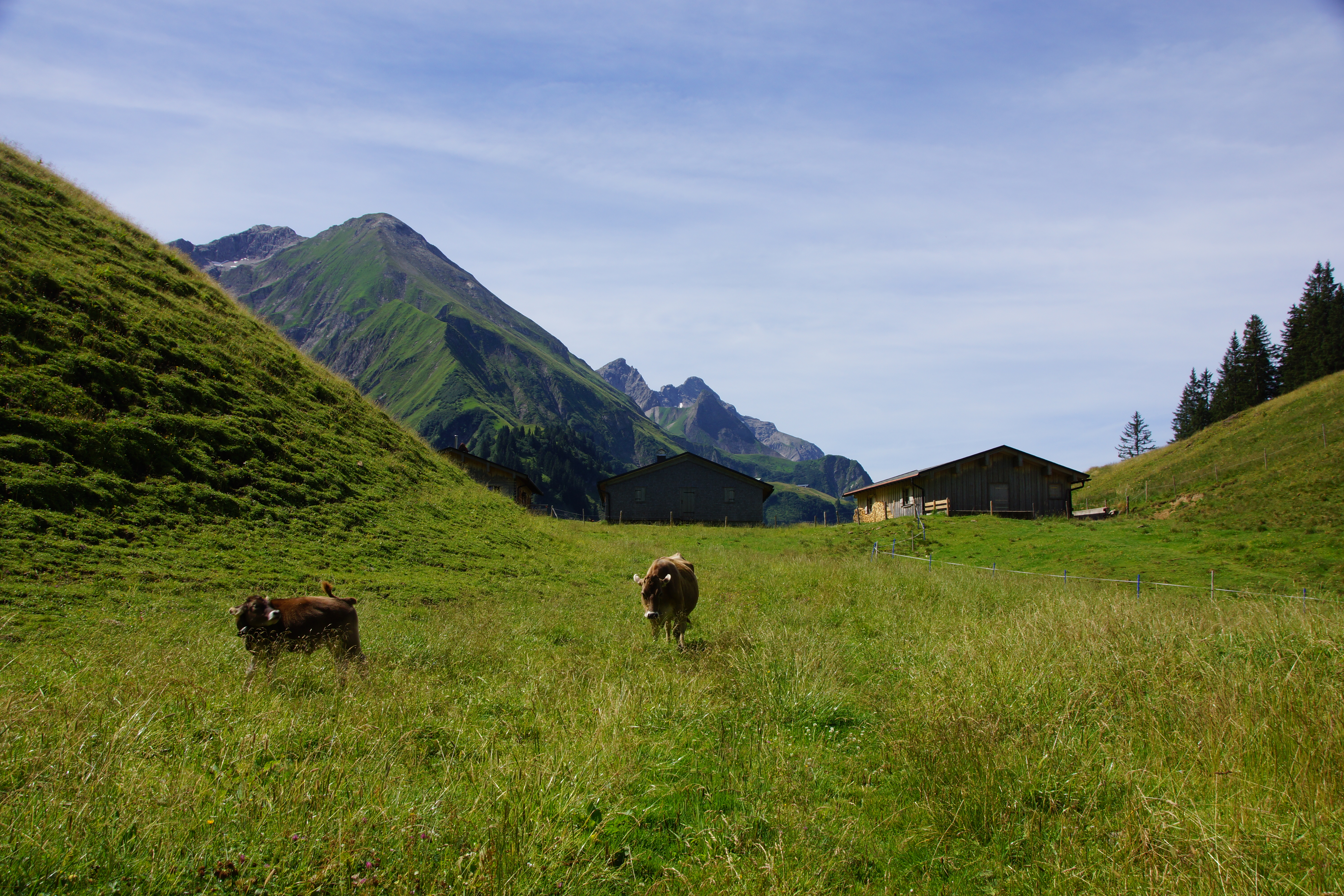
Jungrinder auf der Alpe, links dahinter ist der Linkerskopf
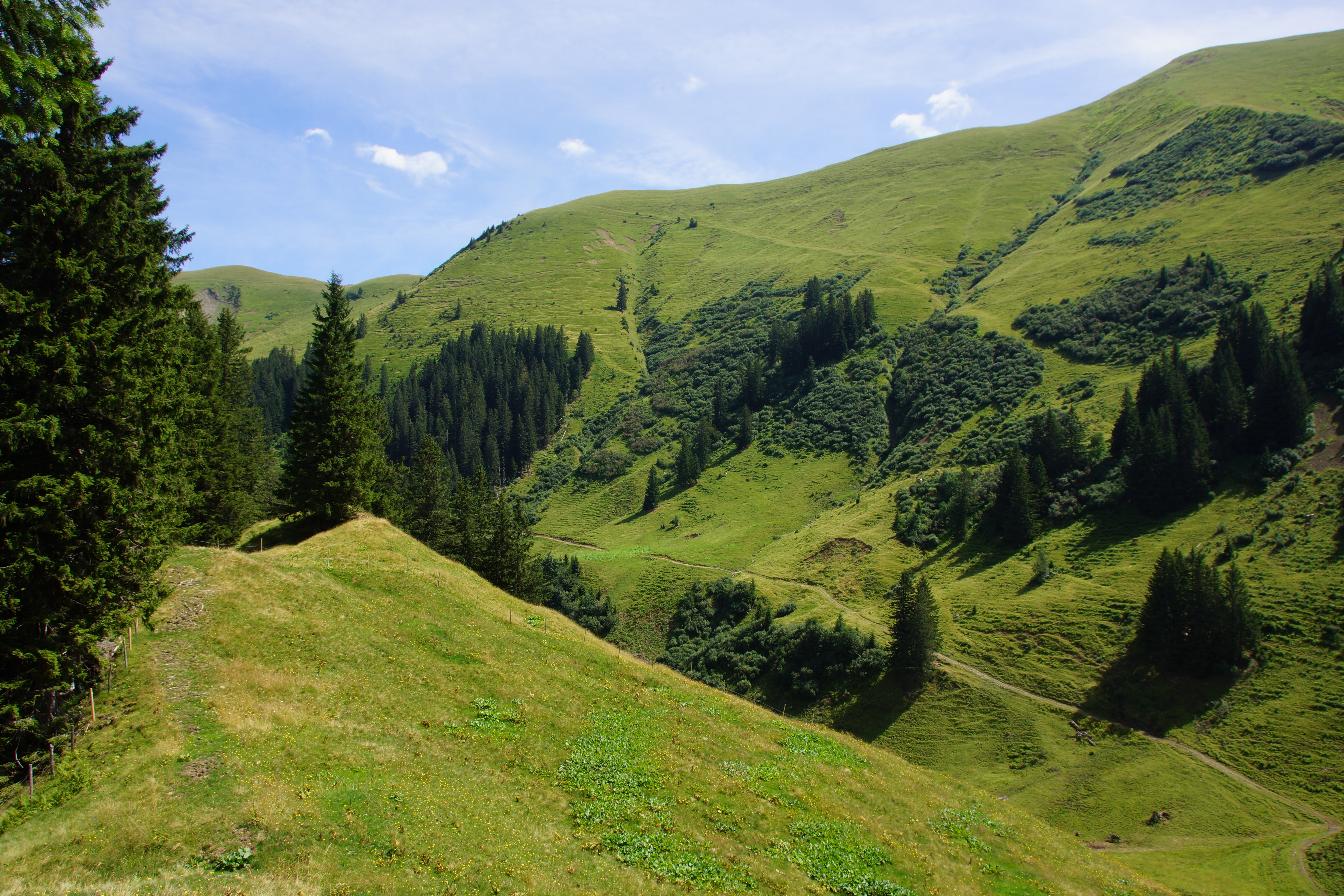
Weidegebiet der Einödsbergalpe